# Klin (Slovacchia)
Klin (in ungherese Klin) è un comune della Slovacchia facente parte del distretto di Námestovo, nella regione di Žilina.
Ha dato i natali a František Skyčák (1870-1953), politico, imprenditore e banchiere.